# 末広鉄腸

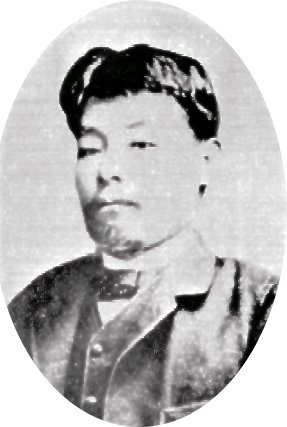

末広鐵腸（すえひろ てっちょう、1849年3月15日（嘉永2年2月21日） - 1896年（明治29年）2月5日）は、自由民権派の政論家・新聞記者・衆議院議員・政治小説家。幼名雄次郎、後に重恭（しげやす）。号に鐵腸、子倹、浩斎。

## 生涯
宇和島藩の勘定役『禎介』の次男として、城下の笹町（現、愛媛県宇和島市笹町）に生まれた。
1860年（万延元年）、四書五経の素読を終え、翌年、藩校の『明倫館』に入って朱子学を修め、1869年（明治2年）、母校の教授になった。王陽明の伝習録に傾倒した。
1870年（明治3年）、上京したものの師を得ず、京都の春日潜庵に陽明学を学んだ。1872年（明治5年）、帰郷して神山県に勤め、1874年（明治7年）、大蔵省に転じたが、折からの自由民権運動の高まりの中で言論に志し、1875年（明治8年）4月、東京曙新聞の編集長になった。
直後の1875年（明治8年）6月、讒謗律と新聞紙条例が公布され、8月、それらを非難する投書を掲載して、自宅禁錮2ヶ月・罰金二千円となり、最初の違反者として名を広めた。
1875年（明治8年）10月、朝野新聞の編集長となり、成島柳北社長の洒脱な諷刺『雑録』と鉄腸の痛烈な『論説』とで人気を集めたが、1876年（明治9年）2月に、讒謗律・新聞紙条例の制定者、井上毅・尾崎三良を紙上で茶化し、柳北は禁獄4ヶ月と100円、鉄腸は8ヶ月と150円の罰を受け、収監された。下獄中、漢学への偏りを改めるべく、英語を独学した。釈放後、『末広重恭転獄新話』を朝野新聞に載せた。
明治義塾（三菱商業学校）に学び、1879年（明治12年）から、嚶鳴社などの政談演説会で、国会開設の啓蒙演説を続け、1880年（明治13年）慶應義塾出身者中心の政談演説討論会が中心となり、政治的啓蒙団体「国友会」が組織されると、大石正巳、馬場辰猪、吉田一士らと共に参加して、地方遊説もした。
1881年（明治14年）、国会設置が予告され、『自由党』が結党されて常議員になったが、1883年（明治16年）脱党し、馬場・大石らと『独立党』を結成した。（成島社長は『立憲改進党』。）
1884年（明治17年）、成島柳北が没し、鉄腸は社長没後の朝野新聞を支え、犬養毅・尾崎行雄らを補強した。糖尿病を療養し、1886年（明治19年）、政治小説『雪中梅』を出版した。1888年（明治21年）、印税を資に、4月13日から米欧に旅行した。英語が流暢に話せるわけではない鉄腸だったが、アメリカ合衆国サンフランシスコ行きの船に乗ったのち、船中でフィリピンの革命家・学者として知られるホセ・リサールと懇意になり、リサールがなにかと助けてくれた。当初の鉄腸の目的は訪米だったが、リサールと意気投合したために予定を変更して4月28日のサンフランシスコ到着後も行動を共にし、5月16日にリサールと共にイギリスのリバプールに到着した後、ロンドンにて別れている。「親切なフィリピン人青年が船で助けてくれた」と鉄腸は書き残している。
翌年2月帰国すると、宿願とする政党の大同団結に立憲改進党系の朝野新聞社内が冷たいので、退社し、各地を遊説した。
同年の春に創刊された『東京公論』紙の主筆になり、不偏不党の同社と合わず二月足らずでやめ、大阪の大同倶楽部系の『関西日報』紙の主幹となり、翌1890年（明治23年）6月、東京に戻って『大同新聞』を主宰し、次に村山龍平と11月、『国会』紙を創刊し、1894年（明治27年）、のちに『新聞経歴談』となる『記憶のまゝ』を連載した。
その間の1890年（明治23年）7月、大同新聞記者の肩書で第一回衆議院議員選挙に愛媛県から立候補し、当選した。しかし、所属した立憲自由党から脱党し、その後の選挙に二度落選し、1894年（明治27年）の選挙で返り咲いた。
在野時の1892年（明治25年）には、清国・朝鮮・沿海州を視察した。他、興亜会の幹事にも就任している。
1896年（明治29年）、現職議員のまま、舌癌で亡くなった。墓碑は宇和島市大超寺にある。
長男末広重雄は国際法学者として京都大学教授。次男末広恭二は船舶工学者。孫で恭二の長男に当たる末広恭雄は水産学者。

## 主な著書

### 単行本
- （翻訳）ウ井クトル、チツソーとコンスタン・アメロー共著：『千里風煙 政事上の放逐人』、博文堂（1888）（'Victor Tissot  et Constant Amero : "Les Contrées mystérieuses et les peuples inconnus" (1884)' の英訳からの重訳）
- 『独立政党論』1、2、万春堂（1883 & 1884）
- 『二十三年未来記』、東京屋（1885 & 1886））
- （翻訳）マコーレー：『印度征略史』、日進堂、（1885）（Thomas Babington Macaulay: "Lord Clive,"（1840））
- 『雪中梅』、博文堂（1886）
- 『近世欧洲事情』（菊池広治と共著）、文学社（1887）
- 『雨中花』、文学社（1887）
- 『現今の政事社会 1、2』、博文堂（1887）
- 『花間鶯 上中下』、金港堂（1887-1888） / 合本、青木嵩山堂（1895）
- 『軋轢之原因』、博文堂（1888）
- 『雨前之桜』、博文堂（1888）
- 『治外法憲 情話編』、政進圃（1888）
- 『政治社会実地演説』、翔雲堂（1888）
- 『雨前の桜』、博文堂（1888）
- 『落葉之掃寄』（「五色目鏡」「浮世の夢」「未来の夢」「手管のもつれ」）、金桜堂（1887）
- 『鴻雪録』、博文堂（1889）
- 『唖の旅行 1、2、3）』、青木嵩山堂（1889 - 1901）
- 『我国之内政外交』、博文堂（1889）
- 『闇夜鴉』、青木嵩山堂（1890）
- 『何をか政党と云ふ』、青木嵩山堂（1890）
- 高橋弥之助編：『衆議院議長中島信行氏の伝　衆議院議員末広重恭氏の演説』、安政堂（1890）
- 『南洋之大波瀾』、春陽堂（1891）- ホセ・リサールをモデルにした政治小説
- 『玉手箱』青木嵩山堂（1891）
- 『黄金之花』、青木嵩山堂（1891）
- 『第二帝国議会ノ一大要件』青木嵩山堂（1891）
- 『荒しのなこり』、青木嵩山堂（1891）
- 『失策又失策』、青木嵩山堂（1892）
- 『南海の激浪』、青木嵩山堂（1892）
- 『北征録』、青木嵩山堂（1893）
- 『東亜之大勢』訂2版、青木嵩山堂（1893）
- 『明治四十年の日本』、青木嵩山堂（1893）
- 『大海原』、春陽堂（1894）（「南洋之大波乱」と「荒しのなごり」の合本）
- 『戦後の日本1、2、3』（村松柳江と共著）、青木嵩山堂（1895 - 1897）
- 『雪の花園』（村松柳江と共著）、青木嵩山堂（1896）

1896年12月歿
- 『鉄腸叢書』、青木嵩山堂（1899）
- 『過去の政海』第2版、青木嵩山堂（1900）
- 『落葉のはき寄せ』、青木嵩山堂（1900）（『新聞経歴談』を収録）

### 著作を所収する全集類
- 『雪中梅』、講談社 日本現代文学全集3（1965）
- 『雪中梅』『花間鶯』『南洋の大波瀾』、筑摩書房 明治文学全集6（1967）
- 『雪中梅』、日本近代文学館 近代文学館 特選4（1971）（複製）
- 『花間鶯上編緒言』、『訂正増補雪中梅序』、角川書店 近代文学評論大系1（1971）
- 『雪中梅』、角川書店 日本近代文学大系2（1974）
- 『偽民権論』『王権ノ用方』『人爵ハ天爵ニ若カズ』、筑摩書房 近代日本思想大系30（1976）
- 『唖之旅行 前、後、続編』、ゆまに書房 明治欧米見聞録集成19（1987）
- 『北征録』、ゆまに書房 明治北方調査探検記集成3（1988）
- 『新聞経歴談』、日本評論社 明治文化全集18（1992）
- 『雪中梅』、岩波文庫 第3刷（1997）ISBN 9784003113714